# Ernest Cole: Lost and found
Ernest Cole: Lost and found és una pel·lícula documental francoamericana del 2024, dirigida, escrita i produïda per Raoul Peck. Se centra en Ernest Cole, un fotògraf que va exposar els horrors de l'apartheid. S'ha subtitulat al català.
Es va estrenar al Festival de Cinema de Canes el 20 de maig de 2024. Va arribar als cinemes dels Estats Units el 22 de novembre de 2024 a càrrec de Magnolia Pictures, i als de França el 25 de desembre de 2024 amb Condor Distribution.
El documental està produït en col·laboració amb la família Cole i amb accés al seu arxiu. El febrer de 2024 es va anunciar que LaKeith Stanfield posaria la veu a Cole.